# Hain-Sternmiere
Die Hain-Sternmiere (Stellaria nemorum), auch Wald-Sternmiere genannt, ist eine Pflanzenart aus der Gattung der Sternmieren (Stellaria) innerhelb der Familie der Nelkengewächse (Caryophyllaceae).

## Beschreibung
Diese ausdauernde krautige Pflanze erreicht Wuchshöhen von etwa 20 bis 60 Zentimeter. Die Pflanze entwickelt oberirdisch beblätterte und unterirdisch beschuppte bis 15 Zentimeter lange Ausläufer. Der Stängel wächst mehr oder weniger aufsteigend, ist schlaff und oberwärts drüsig-zottig behaart (selten kahl). Im oberen Teil ist er ringsum weichhaarig.
Die Laubblätter sind eiförmig und zugespitzt, die unteren sind gestielt und am Grunde stumpf oder herzförmig. Sie sind 25 bis 75 Millimeter lang und 16 bis 40 Millimeter breit. Am Rand sind sie gewimpert.
Die Blüten stehen in armblütigen Dichasien. Die Blütenstiele sind drüsig flaumig und nach dem Verblühen abwärts gekrümmt. Die Kelchblätter sind eilanzettlich, 6 bis 7 Millimeter lang und schmal weiß berandet. Die Kronblätter sind weiß, fast bis zum Grund zweispaltig und etwa doppelt so lang wie die Kelchblätter. Die Staubbeutel der 10 Staubblätter sind weißlich. Die Fruchtkapsel springt mit 6 Klappen auf, die fast bis auf den Grund geteilt sind. Die Samen sind rundlich und am Rand mit Papillen besetzt. Die Hain-Sternmiere blüht vorwiegend von Mai bis September.
Die Chromosomenzahl der Art ist bei beiden Unterarten 2n = 26.

## Verwechslungsmöglichkeiten
Von dem im Habitus ähnlichen Wasserdarm (Stellaria aquatica) unterscheidet sich die Hain-Sternmiere unter anderem durch die Anzahl der Griffel: Es sind in der Regel fünf beim Wasserdarm und drei bei der Hain-Sternmiere. Ferner besitzt die Hain-Sternmiere im Gegensatz zum Wasserdarm lang gestielte untere Stängelblätter sowie einen unten stielrundlichen und behaarten Stängel.

## Ökologie
Die Hain-Sternmiere ist ein Hemikryptophyt mit weit kriechenden Ausläufern. Bestäuber sind Fliegen und Käfer. Die warzigen Samen sind bis 1,3 mm groß; es erfolgt Schwimmausbreitung und Ausbreitung als Windstreuer.
Die Hain-Sternmiere ist mit anderen Stellaria-, Cerastium- und Arenaria-Arten Zwischenwirt des Rostpilzes Tannenkrebs (Melampsorella caryophyllacearum (Johnst.) Schroeter), der die Hexenbesen auf der Weiß-Tanne (Abies alba) erzeugt. Sie wird in frischen Zustand vom Vieh nicht gefressen, aber in getrocknetem Zustand.

## Standortansprüche und Verbreitung

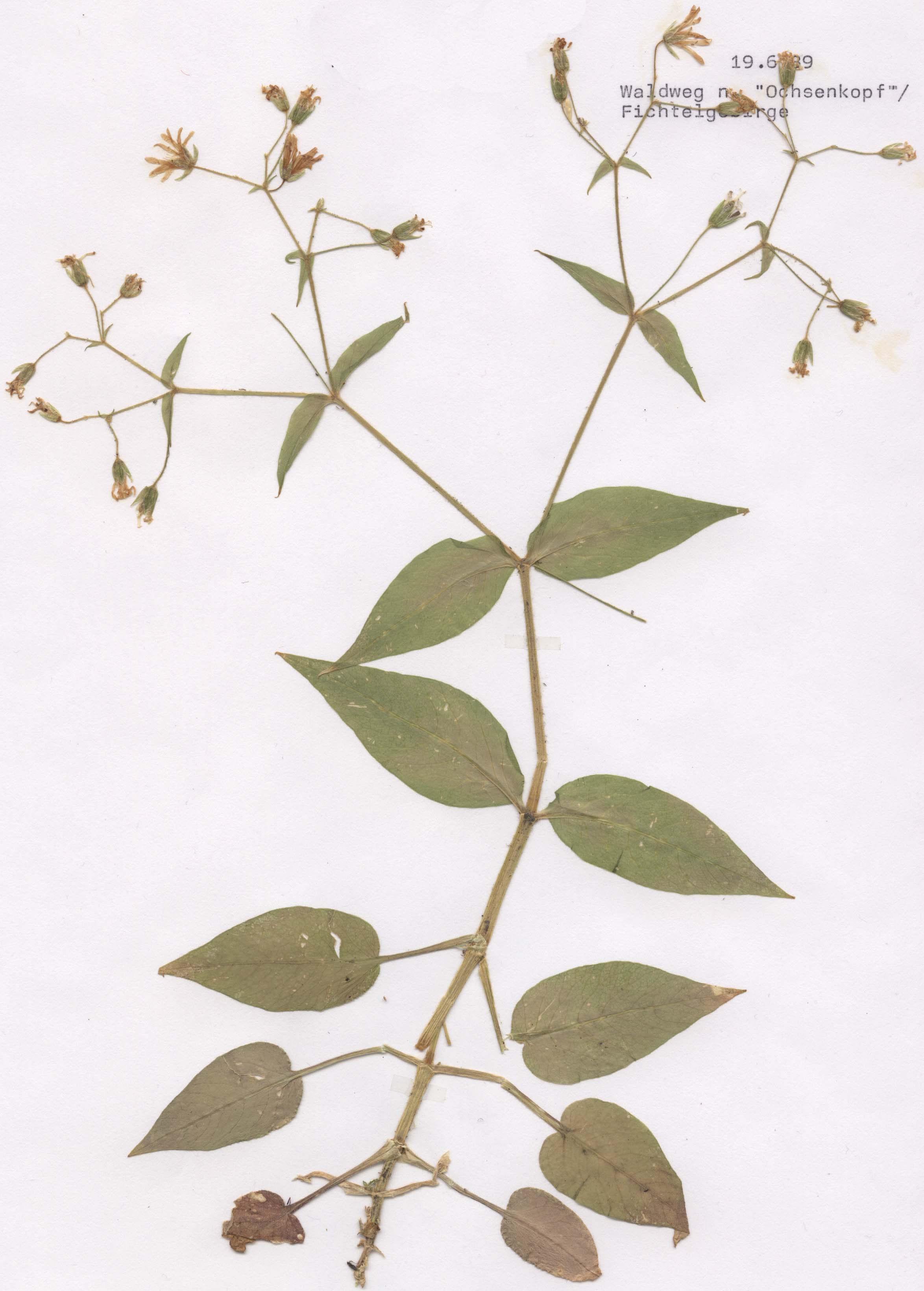
Stellaria nemorum subsp. nemorum (Herbarbeleg)

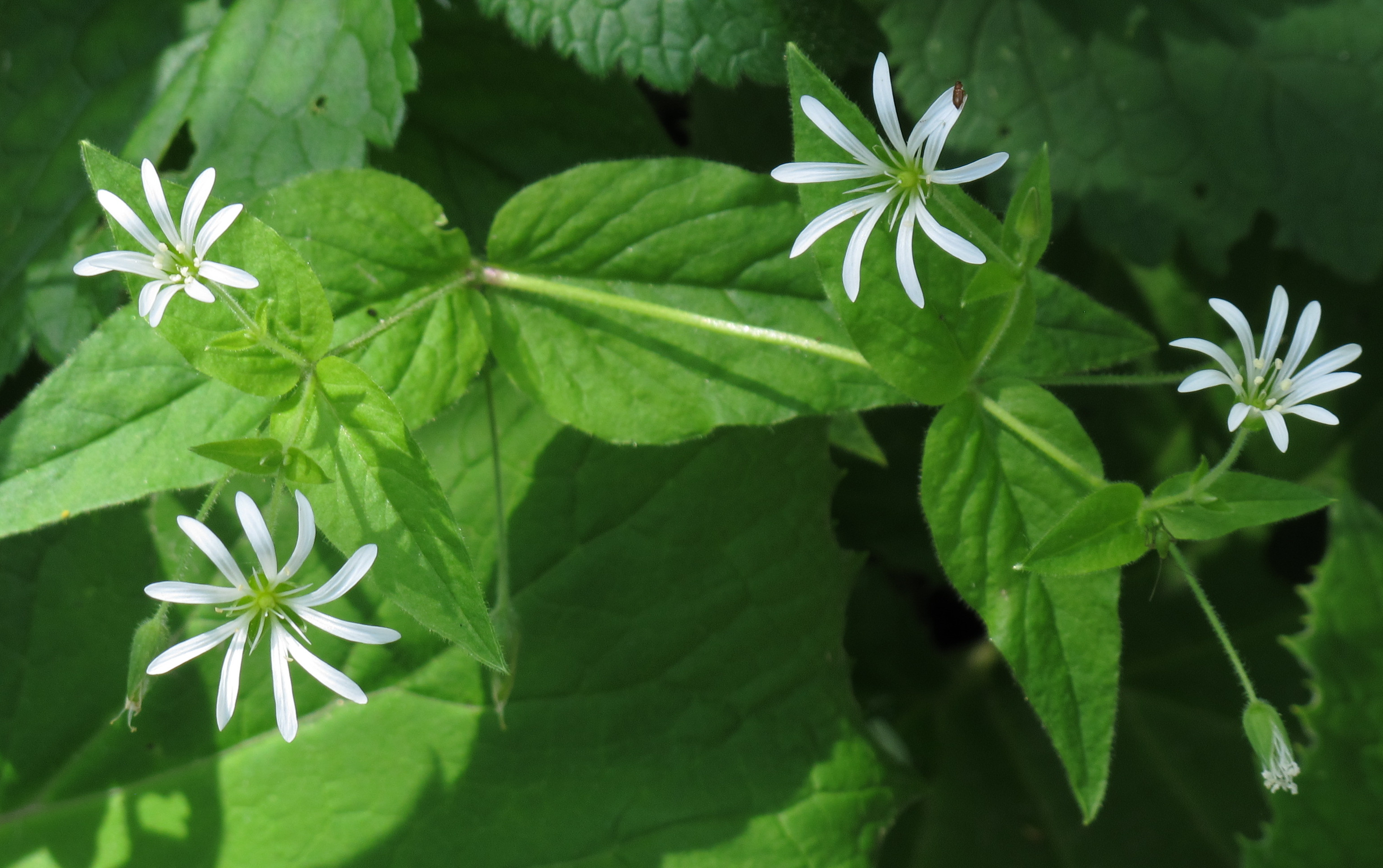
Habitus von Stellaria nemorum subsp. nemorum

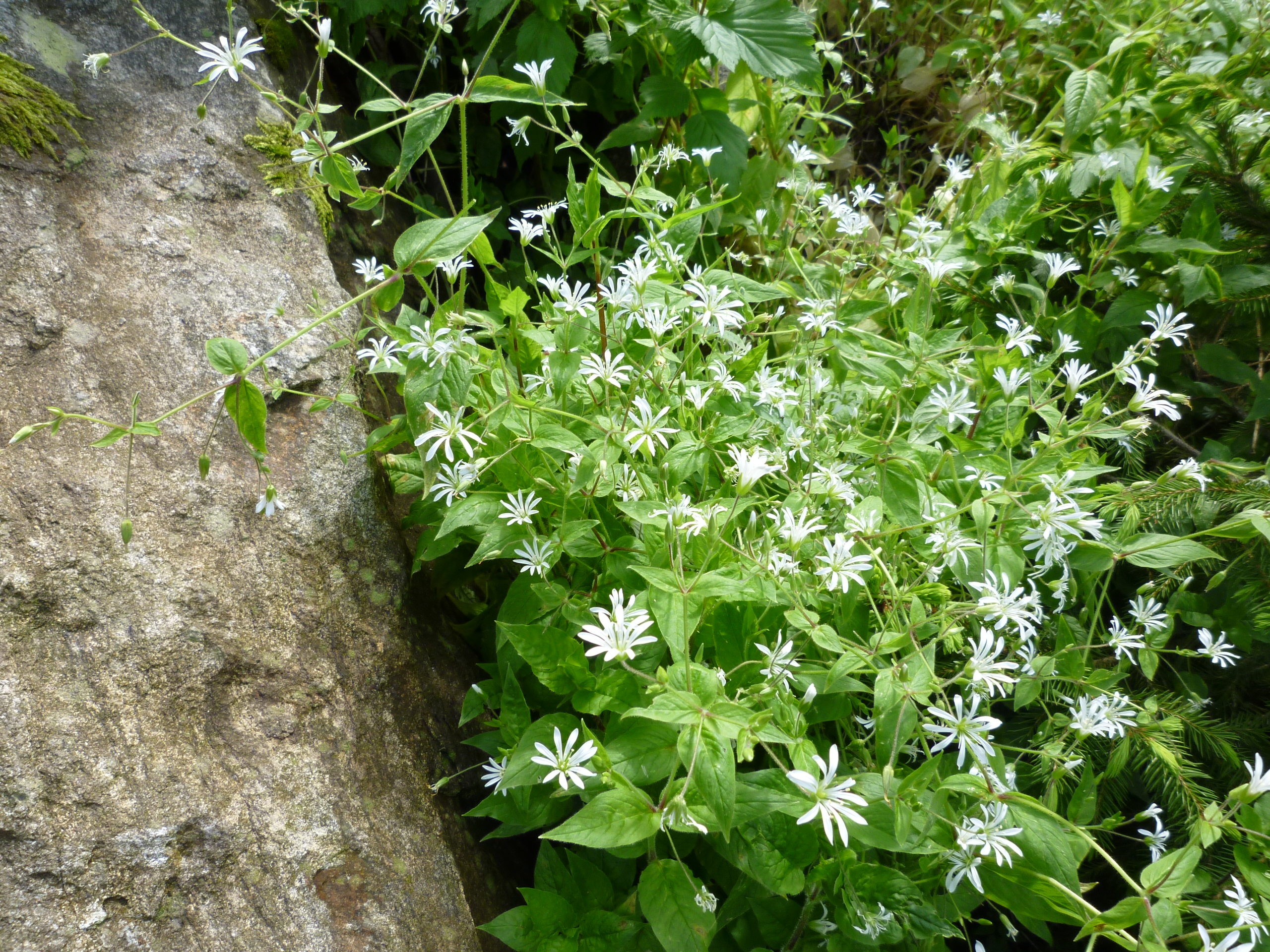
Hain-Sternmiere (Stellaria nemorum)

Die Hain-Sternmiere wächst in staudenreichen Bergwäldern oder subalpinem Knieholzgestrüpp, in tiefen Lagen in bachbegleitenden Erlenwäldern auf kühlen, sickerfrischen, feuchten, nährstoff- und basenreichen, kalkarmen, humosen Lehm- und Tonböden. Sie ist in Mitteleuropa eine Charakterart des Stellario-Alnetum, kommt aber auch in anderen Gesellschaften des Verbands Alno-Ulmion, in denen der Verbände Carpinion, Adenostylion oder Rumicion alpini sowie im Aceri-Fagetum vor.
Stellaria nemorum kommt von Skandinavien bis ins nördliche Südeuropa vor. Östlich dringt sie bis Russland und zum Kaukasus vor. Sie ist ein nördlich-subatlantisches Florenelement. In Österreich kommt sie häufig bis zerstreut vor. In der Schweiz ist sie allgemein verbreitet.
Die Hain-Sternmiere ist in Deutschland allgemein verbreitet. Nur im Nordwesten ist sie selten.
In den Allgäuer Alpen steigt sie am Gipfel des Hohen Ifen im Kleinen Walsertal in der Unterart subsp. nemorum bis zu 2230 m Meereshöhe auf. Im Oberengadin erreicht sie 2580 Meter.

## Taxonomie und Systematik
Die Hain-Sternmiere wurde 1753 von Carl von Linné in Species Plantarum, Band 1, Seite 421 als Stellaria nemorum erstbeschrieben.

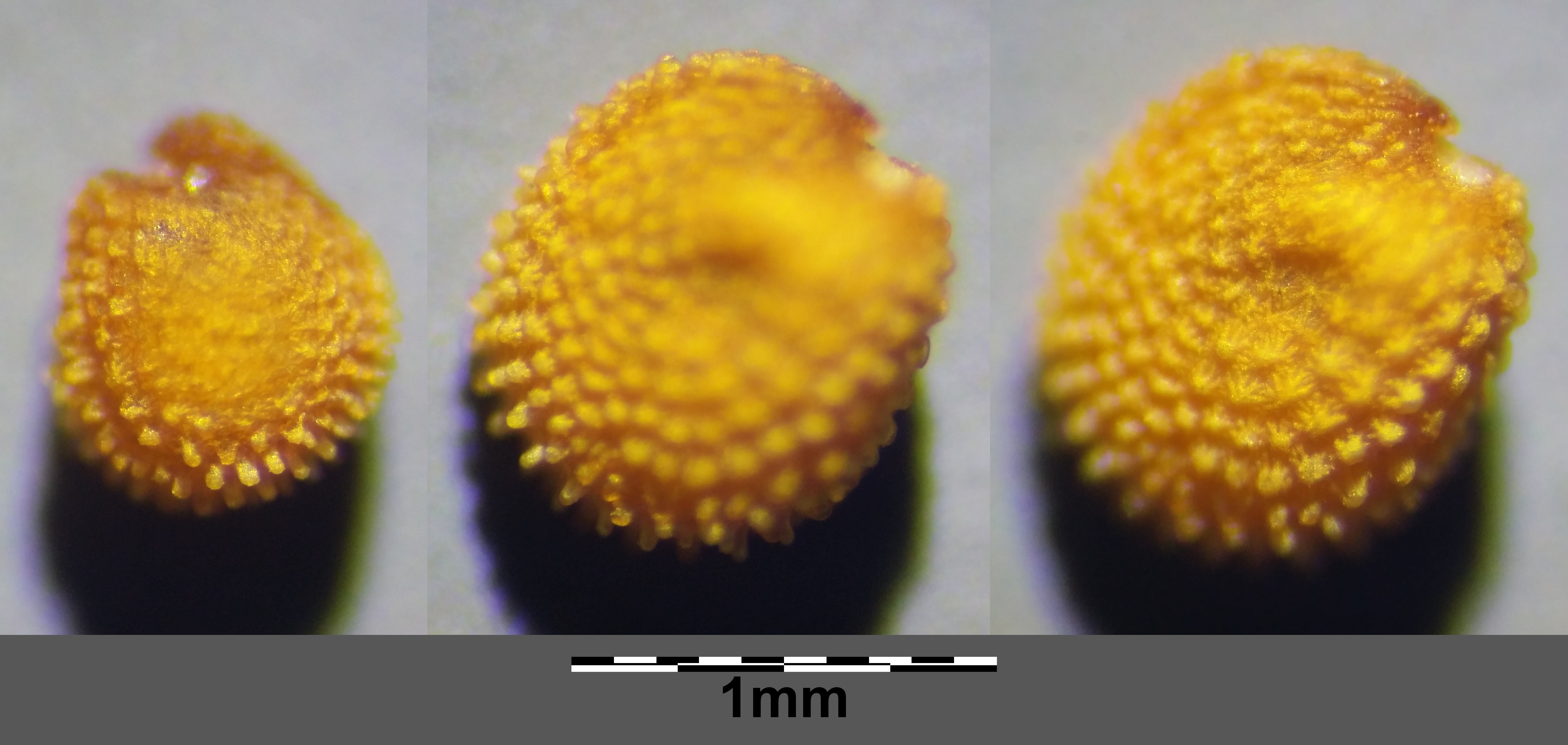
Samen von Stellaria nemorum subsp. nemorum

Man unterscheidet zwei Unterarten, die auch als Arten angesehen werden:
- Eigentliche Hain-Sternmiere (Stellaria nemorum L. subsp. nemorum)[5]: Sie kommt in Europa in fast allen Ländern vor und fehlt nur in Portugal, Island, Irland, Tschechien, Slowenien, Bosnien-Herzegowina, Montenegro, Belarus, in der Ukraine und in Russland.[5] Die ökologischen Zeigerwerte nach Landolt et al. 2010 sind in der Schweiz für diese Unterart: Feuchtezahl F = 3+fw+ (feucht aber stark wechselnd, im Bereich von fließendem Bodenwasser), Lichtzahl L = 2 (schattig), Reaktionszahl R = 3 (schwach sauer bis neutral), Temperaturzahl T = 2+ (unter-subalpin und obermontan), Nährstoffzahl N = 4 (nährstoffreich), Kontinentalitätszahl K = 2 (subozeanisch).[7]
- Berg-Sternmiere oder Stachelsamige Sternmiere (Stellaria nemorum subsp. glochidisperma Murb., Syn.: Stellaria montana Pierrat nom. illeg.[6], Stellaria nemorum subsp. montana (Pierrat) Berher, Stellaria glochidisperma (Murb.) Freyn, Stellaria nemorum subsp. circaeoides A.F.Schwarz). Bei ihr tragen die reifen Samen verlängerte morgensternartige Papillen, die an der Spitze ausgeweitet sind.[3] Sie kommt in Europa in Spanien, Frankreich, Großbritannien, Belgien, den Niederlanden, Deutschland, Dänemark, Schweden, Polen, dei Schweiz, Italien, Sloweinei, Österreich, Ungarn, Kroatien, Serbien, Montenegro, Albanien, Griechenland und Nordmazedonien vor.[5] Die ökologischen Zeigerwerte nach Landolt et al. 2010 sind in der Schweiz für diese Unterart: Feuchtezahl F = 3+w+ (feucht aber stark wechselnd), Lichtzahl L = 2 (schattig), Reaktionszahl R = 3 (schwach sauer bis neutral), Temperaturzahl T = 3+ (unter-montan und ober-kollin), Nährstoffzahl N = 4 (nährstoffreich), Kontinentalitätszahl K = 2 (subozeanisch).[7]